# Solo in Mondsee
Solo in Mondsee of Mondsee Variations is een muziekalbum dat de jazzpianist Paul Bley heeft opgenomen in Schloß Mondsee in Oostenrijk. Normaliter duurt het bij ECM Records een jaar voordat opnamen in de catalogus verschijnen, dit album deed er 6 jaar over. Vreemd genoeg kreeg het ook een bestelnummer mee, dat dateert van jaren terug. Waarom deze tijdsspanne nodig was is niet duidelijk.
Paul Bley speelt op een Bösendorfer Imperial de volgende improvisaties:
- Variatie I (6:36); begint met een ferme aanslag in het basregister van de piano, die geheel uitklinkt;
- Variatie II (5:01)
- Variatie III (2:04)
- Variatie IV (8:42)
- Variatie V (3:41)
- Variatie VI (8:10)
- Variatie VII (7:37)
- Variatie VIII (4:36)
- Variatie IX (3:08)
- Variatie X (5:37)

Opnametechnicus was Jan Erik Kongshaug, die vaker de serene muziek van ECM Records opneemt en verzorgt.